# Liste der Baudenkmäler in Mönchengladbach (Denkmäler N–P)
Die Liste der Baudenkmäler in Mönchengladbach (Denkmäler N–P) enthält die denkmalgeschützten Bauwerke auf dem Gebiet der Stadt Mönchengladbach in Nordrhein-Westfalen (Stand: 8. Juni 2021). Diese Baudenkmäler sind in der Denkmalliste der Stadt Mönchengladbach eingetragen; Grundlage für die Aufnahme ist das Denkmalschutzgesetz Nordrhein-Westfalen (DSchG NRW).

Baudenkmäler sind „Denkmäler, die aus baulichen Anlagen oder Teilen baulicher Anlagen bestehen“.
Die Denkmalliste der Stadt Mönchengladbach umfasst 1000 Baudenkmäler, darunter 651 Wohnhäuser, 79 Wohn- und Geschäftshäuser, 65 Kirchen, Kapellen oder Klöster, 62 öffentliche Gebäude, 45 Kleindenkmäler, 39 Hofanlagen, 18 Wehranlagen, Burgen oder Adelssitze, 17 Geschäftshäuser, Verwaltungsgebäude oder handwerkliche Betriebe, 16 Industrieanlagen sowie acht Friedhöfe.

## Baudenkmäler
Die Liste umfasst, falls vorhanden, eine Fotografie des Denkmals, als Bezeichnung falls vorhanden den Namen, sonst kursiv den Gebäudetyp, den Ortsteil in der das Baudenkmal liegt und die Adresse, das Datum der Unterschutzstellung und die Eintragungsnummer der unteren Denkmalbehörde der Stadt Mönchengladbach. Der Name entspricht dabei der Bezeichnung durch die untere Denkmalbehörde der Stadt Mönchengladbach. Abkürzungen wurden zum besseren Verständnis aufgelöst, die Typografie an die in der Wikipedia übliche angepasst und Tippfehler korrigiert.
| Bild                                                   | Bezeichnung                                            | Lage                                          | Beschreibung                                                                                     | Bauzeit                                          | Denkmal- nummer | Eintragung Aktenzeichen |
| ------------------------------------------------------ | ------------------------------------------------------ | --------------------------------------------- | ------------------------------------------------------------------------------------------------ | ------------------------------------------------ | --------------- | ----------------------- |
| Wohnhaus                                               | Wohnhaus                                               | Neusser Straße 346 Lage                       | Siehe Neusser Straße 346 (Mönchengladbach)                                                       | Anfang des 20. Jahrhunderts                      | N 001           | 4. Dezember 1984        |
| Wohnhaus                                               | Wohnhaus                                               | Nordstraße 27 Lage                            | Siehe Nordstraße 27 (Mönchengladbach)                                                            | Anfang des 20. Jahrhunderts                      | N 002           | 4. Dezember 1984        |
| Wohnhaus                                               | Wohnhaus                                               | Neuhofstraße 31 Lage                          | Siehe Neuhofstraße 31 (Mönchengladbach)                                                          | Anfang des 20. Jahrhunderts                      | N 003           | 4. Dezember 1984        |
| weitere Bilder                                         | ehemalige Wassermühle                                  | Niersstraße 27 a, 29, 31, 31 a Lage           | Siehe Wickrathberger Mühle                                                                       | 17.–18. Jahrhundert                              | N 004           | 4. Dezember 1984        |
| Verwaltungsgebäude                                     | Verwaltungsgebäude                                     | Nicodemstraße 10/12 Lage                      | Siehe Nicodemstraße 10–12 (Mönchengladbach)                                                      | 1912–14                                          | N 005           | 24. Mai 1985            |
| Schule                                                 | Schule                                                 | Nordstraße 59 Lage                            | Siehe Schule Rheydt                                                                              | 1881                                             | N 006           | 24. September 1985      |
| Fachwerkhaus                                           | Fachwerkhaus                                           | Nelkenstraße 30/32 Lage                       | Siehe Nelkenstraße 30–32 (Mönchengladbach)                                                       | 17. Jh.                                          | N 007           | 10. Dezember 1985       |
| Kirche                                                 | Kirche                                                 | Nicodemstraße 30, 32, 34, 36, 40 Lage         | Siehe St. Peter (Waldhausen)                                                                     | Kirche 1932/33, Annexbauten 1933 und 1941/42     | N 008           | 2. Juni 1987            |
| Kirche                                                 | Kirche                                                 | Nikolausstraße 4 Lage                         | Siehe St. Nikolaus (Hardt)                                                                       | 1856/57 und 1871                                 | N 010           | 5. Februar 1992         |
| Kirche                                                 | Kirche                                                 | Neusser Straße 224 Lage                       | Siehe St. Mariä Empfängnis (Lürrip)                                                              | 1856, 1909                                       | N 011           | 19. März 1992           |
| Priestergrabstätte                                     | Priestergrabstätte                                     | Nikolausstraße 46 Lage                        | Siehe Nikolausstraße 46 (Mönchengladbach)                                                        | 1879/1880                                        | N 012           | 9. Oktober 1995         |
| Wohnhaus                                               | Wohnhaus                                               | Nordstraße 55 Lage                            | Siehe Nordstraße 55 (Mönchengladbach)                                                            | 1903                                             | N 013           | 14. September 1993      |
| Hochkreuz                                              | Hochkreuz                                              | Nellessenweg 80 Lage                          | Siehe Hochkreuz (Giesenkirchen)                                                                  | 1882                                             | N 014           | 9. Oktober 1995         |
| Hochkreuz                                              | Hochkreuz                                              | Nikolausstraße 46 Lage                        | Siehe Hochkreuz (Hardt)                                                                          | 1863                                             | N 015           | 9. Oktober 1995         |
| Friedhofskapelle                                       | Friedhofskapelle                                       | Nordstraße 140 Lage                           | Siehe Friedhofskapelle (Rheydt)                                                                  | 1928                                             | N 016           | 15. Oktober 2003        |
| evangelischer Friedhof Rheydt                          | evangelischer Friedhof Rheydt                          | Nordstraße 140 Friedhofstraße 47 Lage         | Siehe Evangelischer Friedhof Rheydt                                                              | 1922                                             | N 017           | 15. Oktober 2003        |
| Wohnhaus                                               | Wohnhaus                                               | Neuhofstraße 21 Lage                          | Siehe Neuhofstraße 21 (Mönchengladbach)                                                          | 1905                                             | N 018           | 12. April 1999          |
| ehemaliger Luftschutzbunker                            | ehemaliger Luftschutzbunker                            | Neusser Straße 374 Lage                       | Siehe Ehemaliger Luftschutzbunker (Lürrip)                                                       | 1941–1943                                        | N 019           | 14. Januar 2003         |
| ehemalige Rheinische Fürsorge-Erziehungsanstalt        | ehemalige Rheinische Fürsorge-Erziehungsanstalt        | Konrad-Zuse-Ring Heinz-Nixdorf-Straße Lage    | Siehe Nordpark (Mönchengladbach)                                                                 | 1907–1909                                        | N 020           | 18. Juni 1986           |
| Kontor- und Lagergebäude; Wohnhaus                     | Kontor- und Lagergebäude; Wohnhaus                     | Neuhofstraße 37/39 Lage                       | Siehe Neuhofstraße 37–39 (Mönchengladbach)                                                       | 1907                                             | N 021           | 14. September 2006      |
| Kriegergedächtniskapelle                               | Kriegergedächtniskapelle                               | Nellessenweg 80 Lage                          | Siehe Kriegergedächtniskapelle Giesenkirchen                                                     | 1929/1930                                        | N 022           | 20. November 2006       |
| Fachwerkgebäude mit Nebengebäude                       | Fachwerkgebäude mit Nebengebäude                       | Oberstraße 39 Lage                            | Siehe Oberstraße 39 (Mönchengladbach)                                                            | Anfang des 17. Jahrhunderts, lt. Eigentümer 1611 | O 001           | 4. Dezember 1984        |
| Wohngeschäftshaus                                      | Wohngeschäftshaus                                      | Oskar-Graemer-Straße 3 Lage                   | Siehe Oskar-Graemer-Straße 3 (Mönchengladbach)                                                   | Anfang des 20. Jahrhunderts                      | O 002           | 4. Dezember 1984        |
| Fachwerkhofanlage                                      | Fachwerkhofanlage                                      | Oberstraße 33 Lage                            | Siehe Oberstraße 33 (Mönchengladbach)                                                            | 18. Jh.                                          | O 003           | 10. Dezember 1985       |
| Wasserturm                                             | Wasserturm                                             | Ohlerkirchweg 27 Lage                         | Siehe Wasserturm Dahl                                                                            | 1880                                             | O 004           | 14. Oktober 1986        |
| Wohnhaus                                               | Wohnhaus                                               | Oskar-Graemer-Straße 1 Lage                   | Siehe Oskar-Graemer-Straße 1 (Mönchengladbach)                                                   | 1907/08                                          | O 005           | 15. Dezember 1987       |
| Bahnhof Geneicken                                      | Bahnhof Geneicken                                      | Otto-Saffran-Straße 100/102 Lage              | Siehe Bahnhof Rheydt-Geneicken                                                                   | 1899                                             | O 006           | 18. Januar 1988         |
| Gemeindehaus                                           | Gemeindehaus                                           | Oberheydener Straße 48 Lage                   | Siehe Oberheydener Straße 48 (Mönchengladbach)                                                   | 1904, 1911                                       | O 007           | 23. Juni 1992           |
| Hauptpostgebäude                                       | Hauptpostgebäude                                       | Odenkirchener Straße 28 Lage                  | Siehe Odenkirchener Straße 28 (Mönchengladbach)                                                  | 1898                                             | O 008           | 18. April 1989          |
| Luftschutzbunker                                       | Luftschutzbunker                                       | Ohlerhof 25 Kapellenweg 11 Lage               | Siehe Ehemaliger Luftschutzbunker (Ohler)                                                        | Anfang des 20. Jahrhunderts                      | O 009           | 21. November 2005       |
| Bankgebäude                                            | Bankgebäude                                            | Oskar-Kühlen-Straße 4 Lage                    | Ursprünglich für den Barmer Bankverein errichtetes Bankhaus, zuletzt genutzt von der Commerzbank | um 1900                                          | O 010           | 6. März 2012            |
| Wohnhaus                                               | Wohnhaus                                               | Parkstraße 67 Lage                            | Siehe Parkstraße 67 (Mönchengladbach)                                                            | Jahrhundertwende                                 | P 001           | 4. Dezember 1984        |
| Wohnhaus                                               | Wohnhaus                                               | Pongser Straße 291 Lage                       | Siehe Pongser Straße 291 (Mönchengladbach)                                                       | 1906                                             | P 002           | 14. Mai 1985            |
| Kirche                                                 | Kirche                                                 | Pongser Straße 59 Lage                        | Siehe Herz-Jesu-Kirche (Rheydt)                                                                  | 1914–17                                          | P 003           | 15. Juni 1989           |
| Kapelle                                                | Kapelle                                                | Peel 17 Lage                                  | Siehe Brigida-Kapelle (Broich)                                                                   | Mitte des 19. Jahrhunderts                       | P 004           | 2. Juni 1987            |
| Kapelle                                                | Kapelle                                                | Peel 35 Lage                                  | Siehe Hl.-Josef-und-Antonius-von-Padua-Kapelle (Broich)                                          | Mitte des 19. Jahrhunderts                       | P 005           | 2. Juni 1987            |
| Wohnhaus                                               | Wohnhaus                                               | Poststraße 36 Lage                            | Siehe Poststraße 36 (Mönchengladbach)                                                            | Jahrhundertwende                                 | P 007           | 2. Juni 1987            |
| Wohnhaus                                               | Wohnhaus                                               | Parkstraße 19 Lage                            | Siehe Parkstraße 19 (Mönchengladbach)                                                            | Anfang des 20. Jahrhunderts                      | P 008           | 7. August 1990          |
| Wohnhaus                                               | Wohnhaus                                               | Parkstraße 21 Lage                            | Siehe Parkstraße 21 (Mönchengladbach)                                                            | Anfang des 20. Jahrhunderts                      | P 009           | 7. August 1990          |
| ehemaliges Postgebäude                                 | ehemaliges Postgebäude                                 | Poststraße 31 Lage                            | Siehe Poststraße 31 (Mönchengladbach)                                                            | Ende des 19. Jahrhunderts                        | P 010           | 4. März 1992            |
| Gemeindehaus                                           | Gemeindehaus                                           | Pastorsgasse 9 a Lage                         | Siehe Gemeindehaus Odenkirchen                                                                   | 1900                                             | P 011           | 7. März 1994            |
| Kirche                                                 | Kirche                                                 | Pescher Straße 138/140 Lage                   | Siehe Herz-Jesu-Kirche (Pesch)                                                                   | 1902/03                                          | P 012           | 10. März 1994           |
| Hochkreuz Ehrenfriedhof                                | Hochkreuz Ehrenfriedhof                                | Peter-Nonnenmühlen-Allee/Stakelberg Lage      | Siehe Hochkreuz Ehrenfriedhof (Mönchengladbach)                                                  | 1934                                             | P 013           | 7. September 1995       |
| Wohnhaus (Villa)                                       | Wohnhaus (Villa)                                       | Priorshof 1 Lage                              | Siehe Priorshof 1 (Mönchengladbach)                                                              | 1903                                             | P 014 a         | 1. Dezember 1998        |
| Kutscherhaus mit Pferdestall                           | Kutscherhaus mit Pferdestall                           | Priorshof 3 Lage                              | Siehe Priorshof 3 (Mönchengladbach)                                                              | 1903                                             | P 014 b         | 1. Dezember 1998        |
| Matthiaskapelle                                        | Matthiaskapelle                                        | Priorshof 15 Lage                             | Siehe Matthiaskapelle (Wickrathhahn)                                                             | Ende des 19. Jahrhunderts                        | P 015           | 15. Dezember 1987       |
| Volksbad                                               | Volksbad                                               | Peter-Krall-Straße 62, 65 Lage                | Siehe Volksbad Mönchengladbach                                                                   | 1924–1926/1929                                   | P 016           | 20. Mai 2004            |
| Wohnhaus                                               | Wohnhaus                                               | Parkstraße 26 Lage                            | Siehe Parkstraße 26 (Mönchengladbach)                                                            | Anfang des 20. Jahrhunderts                      | P 017           | 15. Juli 2004           |
| Grabstätte                                             | Grabstätte                                             | Peter-Nonnenmühlen-Allee/Stakelberg Lage      | Siehe Grabstätte Hermann Aschaffenburg                                                           | 1920/21                                          | P 018           | 25. Juni 2007           |
| Hallenbad (Stadtbad an der Pahlkestraße / „Pahlkebad“) | Hallenbad (Stadtbad an der Pahlkestraße / „Pahlkebad“) | Pahlkestraße 10 Lage                          | Siehe Hallenbad Rheydt                                                                           | 1965–1969                                        | P 019           | 7. April 2008           |
| Grabstein Heinemann                                    | Grabstein Heinemann                                    | Friedhof an der Peter-Nonnenmühlen-Allee Lage | Siehe Grabstätte Heinemann (Mönchengladbach)                                                     | 1972                                             | P 020           | 15. November 2012       |